# Fathi Derder
Fathi Derder, né le 4 décembre 1970 à Lausanne (originaire de Saas-Almagell) et mort le 25 janvier 2025 dans la ville de Lausanne, est un journaliste et une personnalité politique suisse, membre du Parti libéral-radical.
Il est rédacteur en chef du quotidien économique l'Agefi de mai 2017 à juillet 2018 et député du canton de Vaud au Conseil national de 2011 à 2019.

## Biographie
Fathi Derder naît le 4 décembre 1970 à Lausanne, d'un père algérien et d'une mère valaisanne, originaire de Saas-Almagell. Il est binational jusqu'en 2000, année où il renonce à son passeport algérien à cause des difficultés administratives pour le conserver. Il a deux frères.

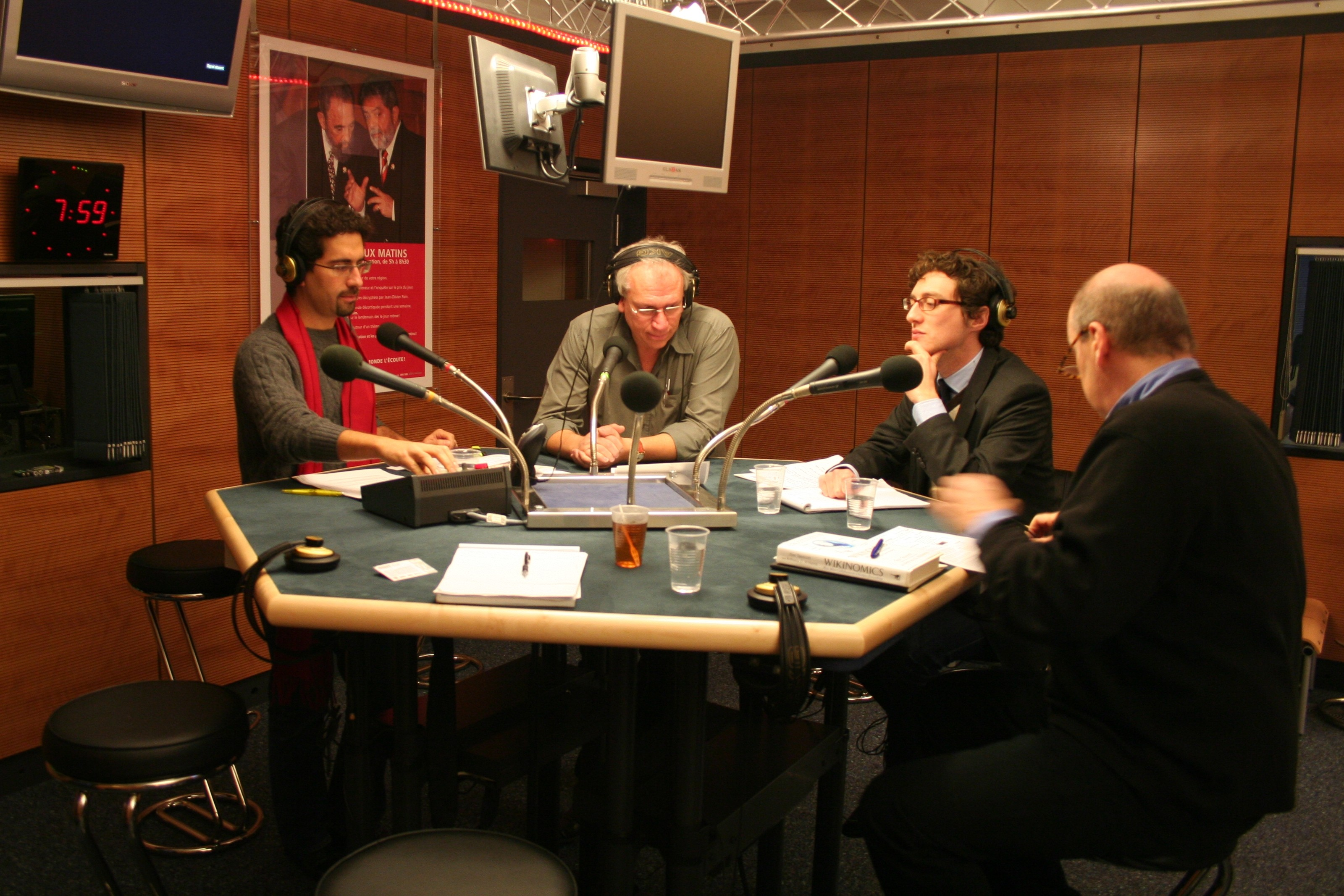
Fathi Derder (à gauche), animant l'émission Le Grand 8 de la Radio suisse romande, en décembre 2007.

Inscrit en Lettres à l'Université de Lausanne, où il participe aux débuts de la radio universitaire lausannoise Fréquence Banane en 1993, et un bref passage à l'École d'art dramatique, il effectue un stage de journalisme au quotidien La Côte. Il travaille ensuite pour Radio Lac, puis pour la Radio télévision suisse, où il crée notamment l'émission Le Grand 8 sur la Radio suisse romande et occupe un poste de rédacteur en chef adjoint. En 2008, il devient rédacteur en chef de La Télé.
Désigné « meilleur journaliste de Suisse romande » en 2009 par la revue Schweizer Journalist, Fathi Derder a aussi tenu une chronique hebdomadaire dans le quotidien 24 Heures.
Il est rédacteur en chef du quotidien économique l'Agefi de mai 2017 au 31 juillet 2018.
Il coanime l'émission radiophonique Drôle d'époque sur la RTS Première à partir d'août 2022. Du 23 décembre 2024 au 3 janvier 2025, est diffusé sur cette même station La recette du succès, où il se rend chez une  personnalité romande qui se confie sur son parcours tout en cuisinant sa recette préférée.
En octobre 2022, il devient président de la chambre cantonale consultative des immigrés (CCCI) du canton de Vaud.
Il succède en novembre 2022 à Niniane Paeffgen à la direction de la fondation Swiss Digital Initiative.
Fathi Derder est père de quatre enfants. Il a été marié à Isabelle Falconnier, avec qui il a eu ses deux premiers enfants,, puis avec Mélanie Chappuis. 
Souffrant de dépression, il se suicide le 25 janvier 2025 à Lausanne, à 54 ans. Le 31 janvier, son frère publie sur les réseaux sociaux, à sa demande, une lettre d'adieu.

## Parcours politique
Il est élu en 2011 au Conseil national, où il siège à la Commission de la science, de l'éducation et de la culture (CSEC), à la délégation pour les relations avec le parlement français (vice-président) et à la délégation auprès de l'assemblée parlementaire de la francophonie, dont il assume la présidence.
En 2015, il profite de l'élection d'Olivier Français au Conseil des États pour être réélu au Conseil national. En décembre 2018, il annonce qu'il ne se présente pas pour un troisième mandat. Il met un terme à sa carrière politique à la fin de l'année 2019, rendant même sa carte de membre du PLR.
Il devient président du groupe Le Réseau le 17 décembre 2012.
Il prend, en 2019, une position sceptique envers l'association Lobbywatch.

## Publications
- Les petits secrets du Palais, Genève, Slatkine, 22 mars 2019, 208 p. (ISBN 9782832109069)[21],[24].
- Le prochain Google sera suisse (à 10 conditions), Genève, Slatkine, septembre 2015, 183 p. (ISBN 9782832107003)[25].